# 大花点地梅
大花点地梅（学名：Androsace euryantha）为报春花科点地梅属下的一个种。

## 扩展阅读
維基物種上的相關：大花点地梅